# マージョリー・パーカー・スミス
マージョリー・パーカー・スミス（Marjorie Parker Smith、1917年 - 2009年1月17日）は、アメリカ合衆国のフィギュアスケート選手。
1930年代に選手と活動し、全米フィギュアスケート選手権の初年度におけるアイスダンスの種目において初代チャンピオンに輝いた。また2009年にはアメリカ合衆国フィギュアスケート殿堂に選ばれている。
1950年代の後半には、陸上競技の300ヤードと600ヤードにおいて全米チャンピオンに輝いている。